# رنگ گیمسا

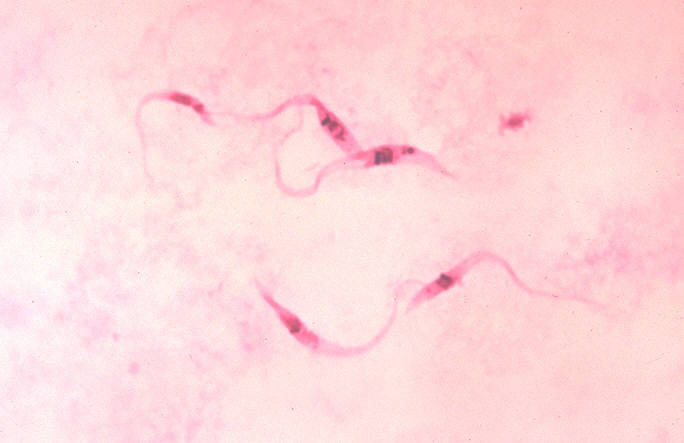
انگل‌های تریپانوزوما (عامل بیماری شاگاس) رنگ‌آمیزی شده با گیمسا

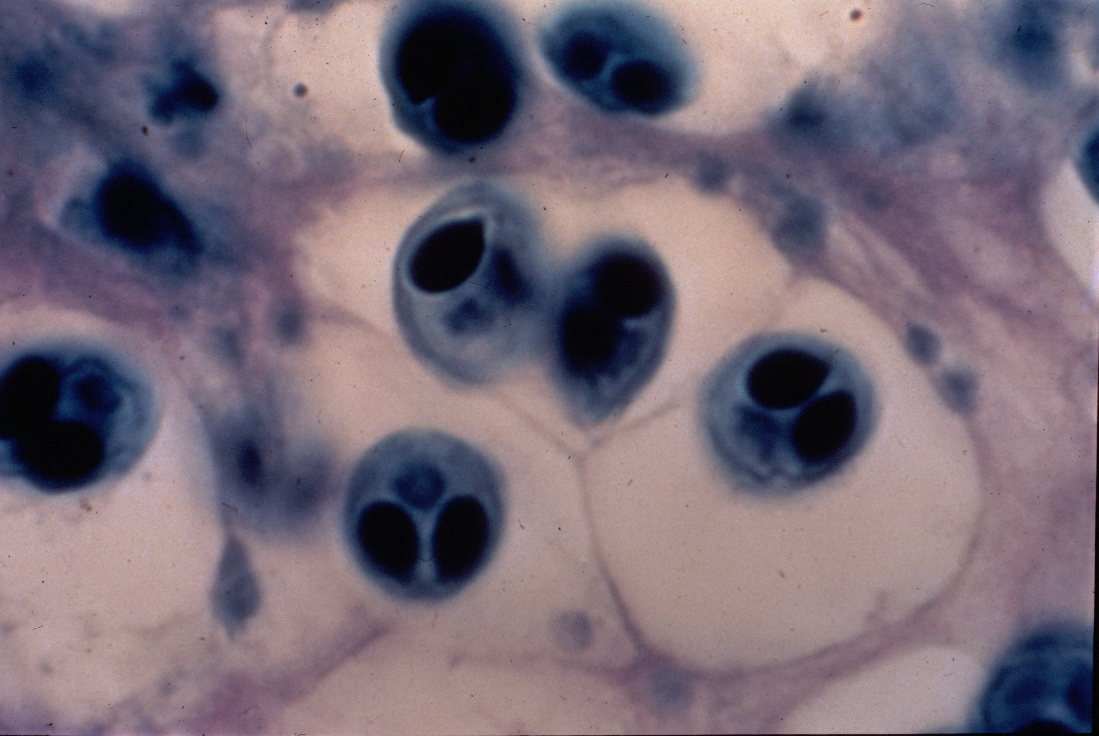
یک برش میکروسکوپی، رنگ‌آمیزی شده با گیمسا

رنگ گیمسا (به انگلیسی: Giemsa stain)، برگرفته از نام شیمی‌دان و میکروب‌شناس آلمانی، گوستاو گیمسا رنگی است که در رنگ‌آمیزی زیستی اسیدهای نوکلئیک در آزمایشگاه، مورد استفاده است. رنگ‌آمیزی با گیمسا در سیتوژنتیک و برای تشخیص آسیب‌شناسی بافتی در بیماری مالاریا و شناسایی سایر انگل‌های خونی کاربرد دارد.

## کاربردها
این ماده مخصوص گروه‌های فسفات موجود در ساختار دی‌ان‌ای است. این رنگ، خود را به نواحی از دی‌ان‌ای متصل می‌کند که در آن مقادیر زیادی پیوند آدنین - تیمین وجود دارد. رنگ‌آمیزی گیمسا معمولاً، برای رنگ‌آمیزی کروموزوم‌ها و رسم کاریوتایپ (نقشه کروموزوم) و در روش جی-بندینگ یا گیمسا بندینگ (G-banding) استفاده می‌شود. از این روش می‌توان برخی ناهنجاری‌های کروموزومی مانند جابه‌جایی کروموزومی و بازآرایی را شناسایی کرد.
از گیمسا می‌توان برای بررسی اتصال باکتری‌های بیماری‌زا به سلول‌های انسانی استفاده کرد. این رنگ، سلول‌های انسانی و باکتریایی را به ترتیب، بنفش و صورتی‌رنگ می‌کند. از گیمسا همچنین می‌توان برای تشخیص هیستوپاتولوژیک گونه‌های پلاسمودیوم، عامل مالاریا و برخی از انگل‌های خونی مانند اسپیروکت‌ها و پروتوزوئا استفاده کرد.
از این رنگ، جهت بررسی نمونه خون و نمونه‌های مغز استخوان نیز استفاده می‌شود. پس از رنگ‌آمیزی با گیمسا، گلبول‌های قرمز، به رنگ صورتی، پلاکت‌ها، صورتی کم‌رنگ و روشن، سیتوپلاسم لنفوسیت‌ها به رنگ آبی آسمانی، سیتوپلاسم مونوسیت‌ها به رنگ آبی کم‌رنگ و شبکهٔ کروماتین هستهٔ گلبول‌های سفید به رنگ سرخابی مشاهده می‌شود. گیمسا همچنین برای مشاهده ظاهر سنجاقی خاص باکتری یرسینیا پستیس استفاده می‌شود.

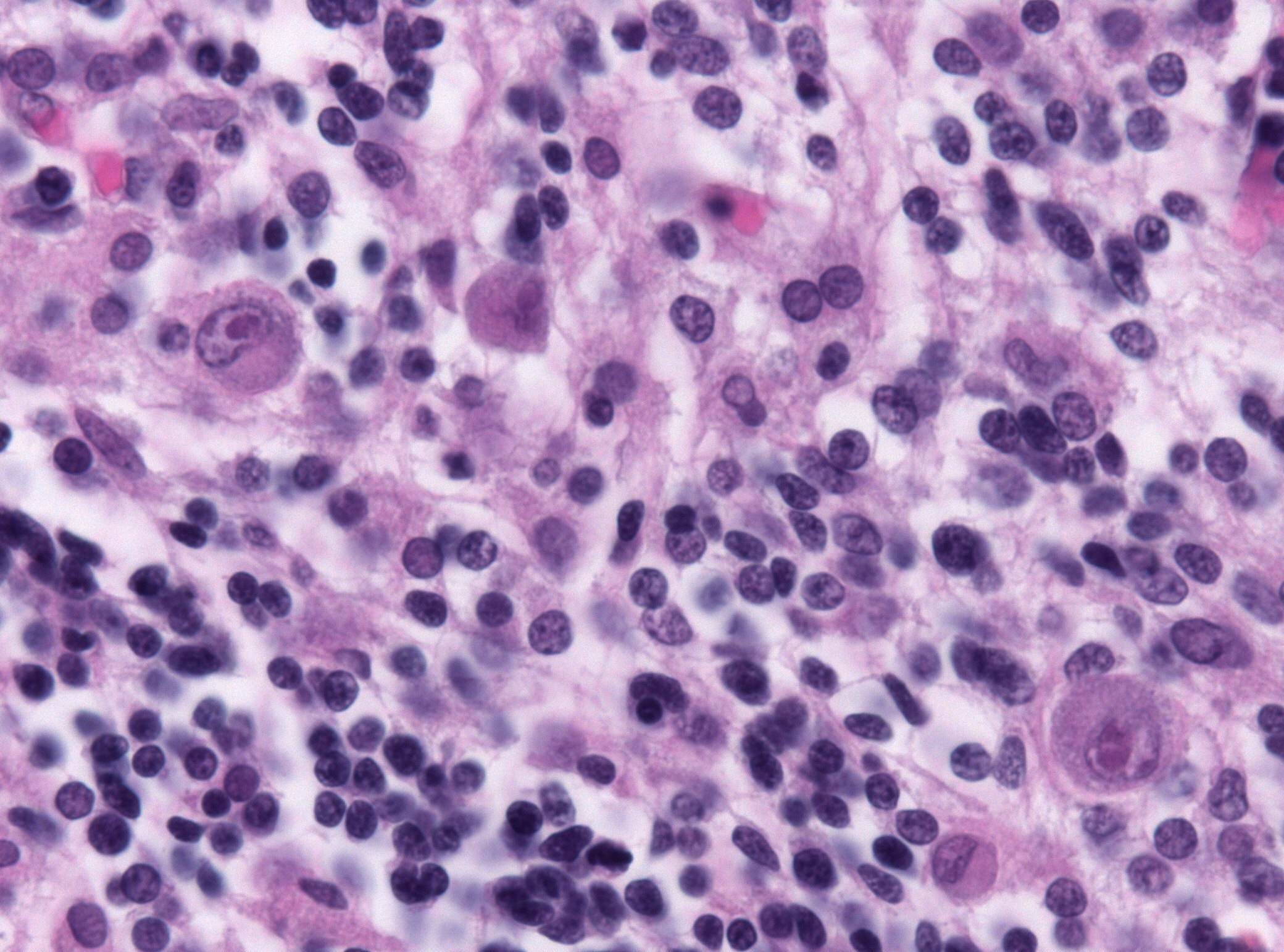
ذرات ویروسی در عفونت سیتومگالوویروس

رنگ گیمسا همچنین برای ترسیم کروموزوم‌ها استفاده می‌شود. این امر به ویژه برای تشخیص عفونت سیتومگالوویروس اهمیت دارد. گیمسا می‌تواند برای رنگ‌آمیزی قارچ‌های هیستوپلاسما مانند هیستوپلازما کپسولاتوم، عامل بیماری هیستوپلاسموزیس، باکتری کلامیدیا و برای شناسایی ماست‌سل‌ها نیز استفاده شود.

## ترکیبات
محلول گیمسا ترکیبی از متیلن بلو، ائوزین و Azure B است. امروزه مخلوط آماده پودری گیمسا از بازار قابل تهیه است.